# Грб Чехословачке
Чехословачка Република проглашена је 28. октобра 1918, а распуштена 1. јануара 1993. године. Основни грб државе најчешће се састојао од комбинованих чешких и словачких хералдичких симбола, а то су били чешки сребрни лав са двоструким репом и круном, те словачки лотариншки крст на три брежуљка (мотив крста је у социјалистичком периоду био замењен мотивом пламена који је био симбол словачког устанка 1944. године). Последња варијанта грба Чехословачке усвојена је 1990. године, односно након тзв. Плишане револуције.
Неколико грбова је кориштено за време Чехословачке:

## Прва република (1918—1938)
Грб Чехословачке, усвојен 1918. године, састојао се од мале, средње и велике варијанте. На великој варијанти, штит су придржавала два лава, који су стајали на траци с исписаним геслом државе „Правда побеђује“. У средини штита, стајао је мањи црвени штит с мотивом чешког сребрног лава. Горе лево био је словачки хералдички мотив лотариншког крста на три брежуљка. Горе десно био хералдички симбол (црвени медвед и седам наизменичних плаво-златних греда) тадашње аутономне Поткарпатске Русије (1919-1938), односно Карпатске Украјине (1938-1939). Доле лево орао раширених крила с мотивом шаховског поља (херладички симбол Моравске) и доле десно историјски грб Шлеске (црни орао који крилима придржава стилизовани зрак сунца).
Средњи грб садржавао је све ове мотиве осим држача штита (златни лавови и трака с геслом), а мали се састојао од штита у којем је стајао чешки лав и придржавао мали грб Словачке.
- Мали грб (1918–1939)
- Средњи грб (1918—1939)
- Велики грб (1918—1939)

## Немачка окупација Чехословачке (1938—1945)
Минхенским споразумом 1938, Немачка је добила делове Чехословачке, 1939. окупирала је Чешку и Моравску, а Словачка је образована као званично независна држава, у ствари немачки сателит. Окупација је трајала од 1939. до 1945. године. Словачка је у том периоду користила грб с мотивом лотариншког крста и три брежуљка, а Протекторат Чешке и Моравске грб с наизменичним пољима с мотивом чешког лава и моравског орла.
- Мали грб протектората Чешке и Моравске (1939—1945)
- Велики грб протектората Чешке и Моравске (1939—1945)
- Грб Судета (1940-1945)
- Грб Словачке Државе (1939—1945)

## Чехословачка Република (1945—1961)
Ослобођењем окупиране Чехословачке од стране Црвене армије 1945. године, у употреби је до 1961. био мали грб Чехословачке (пре тога био у употреби од 1918. до 1938). Упркос томе што су 1948. на власт дошли комунисти, Чехословачка је и даље задржала стари назив државе и грб.
- Мали грб (1945-1961)

## Чехословачка Република (1961—1992)
Године 1960, Чехословачка Република је променила име у Чехословачка Социјалистичка Република. Поводом тога, усвојен је нови грб на којем су били присутни стари мотиви, али и нови социјалистички. Промењен је облик штита, лаву је уклоњен мотив круне, а традиционални грб Словачке замењен је симболима антифашистичког Словачког устанка 1944. (планина Татре и пламена буктиња). Уместо круне, изнад лавље главе налазила се црвена петокрака звезда са златним рубом.
Након Плишане револуције 1989. и увођења вишестраначја, 1990. је усвојен грб чији је штит садржавао наизменично мотив чешког лава и словачког крста. Године 1993, Чехословачка је распуштена, а државе-наследнице преузеле су старе хералдичке симболе у своја нова обележја.
- Грб Чехословачке Социјалистичке Републике (1961 - 1989)